# Augochlora cordiaefloris
Augochlora cordiaefloris là một loài Hymenoptera trong họ Halictidae. Loài này được Cockerell mô tả khoa học năm 1907.